# Desde Rusia con amor (novela)
Desde Rusia con amor (From Russia, with Love en inglés) es la quinta novela de James Bond escrita por Ian Fleming, publicada por primera vez en el Reino Unido por Jonathan Cape el 8 de abril de 1957. Como ocurrió con los primeros cuatro libros, Desde Rusia con amor fue bien recibida, en términos generales, por los críticos. La historia fue escrita en la finca de Fleming "Goldeneye" en Jamaica a principios del año 1956. Para cuando el libro se publicó, no sabía si querría escribir otro libro de Bond o no.
La historia se centra en un complot de SMERSH, la agencia de contraespionaje soviética, para asesinar a Bond en tal forma que lo desacredite a él y a su organización, el Servicio Secreto. Como cebo para la trama, los rusos utilizan una hermosa empleada y el Spektor, una máquina decodificadora soviética. Gran parte de la acción lleva a cabo en Estambul y en el Expreso de Oriente.
A las ventas de la novela contribuyó una campaña publicitaria que incluyó la visita del primer ministro británico Anthony Eden a la finca de Fleming "Goldeneye". También, la publicación de un artículo en Life en 1961, que enumeraba a Desde Rusia con amor como uno de los diez libros favoritos del Presidente de los Estados Unidos John F. Kennedy. Ha habido tres adaptaciones del libro: una serialización en el periódico Daily Express, una posterior tira cómica por Henry Gammidge y John McLusky en el mismo periódico y la película de 1963.

## Argumento
Los primeros capítulos del libro se describen completamente desde el punto de vista soviético, y una gran parte del libro transcurre antes de que Bond aparezca. SMERSH, la agencia de contraespionaje soviética, planea cometer un gran acto de terrorismo en el campo de la inteligencia. Para ello apuntan al agente del servicio secreto británico James Bond. Debido en parte a su papel en la derrota de Le Chiffre, el Sr. Big y Hugo Drax, Bond ha sido listado como un enemigo del estado soviético y una "sentencia de muerte" ha sido emitida hacia él. Su muerte está planeada para precipitar un escándalo sexual que será reportado a través de la prensa mundial durante meses, dejando su reputación y la reputación de su servicio en jirones. El potencial asesino de Bond es el verdugo de SMERSH Red Grant, un psicópata cuyos impulsos homicidas coinciden con la luna llena. Kronsteen, ajedrecista y planeador maestro de SMERSH y la coronel Rosa Klebb, jefe de operaciones y ejecuciones, diseñan la operación. Persuaden a una joven y atractiva cabo, Tatiana Romanova, a desertar falsamente de su puesto en Estambul, afirmando que se ha enamorado de Bond después de ver su fotografía en un archivo. Como un incentivo adicional, Tatiana proporcionará a los británicos con un Spektor, un dispositivo decodificador ruso muy codiciado por el MI6. Pero no se le informa de los detalles del plan.
Una oferta por el Spektor es recibida posteriormente por el MI6 en Londres, ostensiblemente de Romanova y contiene la condición de que Bond debe recogerla a ella y a la máquina en Estambul. El MI6 no está seguro de la historia de Romanova, pero el premio del Spektor es demasiado tentador como para ignorar y el superior de Bond, M, le ordena ir a Turquía y encontrarse con ella. Bond se reúne y rápidamente forma una camaradería con Kerim Bey, jefe de estación del servicio británico en Turquía. Kerim lleva a Bond a una comida con algunos gitanos, en que presencian una brutal pelea entre dos mujeres, interrumpida por el ataque de agentes soviéticos. En represalia, Bond ayuda a Kerim a asesinar a un alto agente búlgaro.
Bond se encuentra con Romanova y los dos planean su ruta fuera de Turquía con el Spektor. Él y Kerim creen en su historia y a su debido tiempo ella, Bond y Kerim abordan el Expreso de Oriente con el Spektor. Bond y Kerim rápidamente descubren a tres agentes soviéticos a bordo que viajan de incógnito. Kerim, por medio de sobornos y engaños, consigue que dos bajen del tren, pero más tarde es encontrado muerto en su compartimento con el cuerpo del tercer agente, ambos habiendo sido asesinados por Grant. En Trieste un compañero del MI6, "Capitán Nash" llega en el tren y Bond presume que ha sido enviado por M como protección adicional para el resto del viaje. Tatiana es sospechosa de Nash, pero Bond le asegura que Nash es de su propio servicio. Después de la cena, en la que Nash ha drogado a Romanova, Bond se despierta para encontrar un arma apuntándole y Nash revela ser el asesino, Grant. En lugar de matar a Bond inmediatamente, Grant revela el plan de SMERSH, incluyendo el detalle de que va a disparar a Bond al corazón y que el Spektor tiene una trampa cazabobos para explotar cuando sea examinado. Mientras Grant habla, Bond desliza su cigarrera de metal entre las páginas de una revista que tiene frente a él y la pone sobre su corazón para detener la bala. Después de que Grant dispare, Bond finge estar mortalmente herido y cuando Grant se inclina hacia él, Bond lo ataca y lo mata. Bond y Romanova escapan.
Más tarde, en París, después de entregar con éxito a Tatiana y el Spektor a sus superiores, Bond encuentra a Rosa Klebb. Ella es arrestada, no sin antes herir a Bond con un cuchillo envenenado escondido en su zapato; la historia termina con Bond luchando por respirar y cayendo al piso. El desenlace de esto se ve en la novela Dr. No, en donde Bond se cura.